# Město Albrechtice
Město Albrechtice (in tedesco Olbersdorf) è una città ceca del distretto di Bruntál, nella regione di Moravia-Slesia.